# Bartlesville
Bartlesville é uma cidade localizada no estado norte-americano de Oklahoma, no Condado de Osage e Condado de Washington.

## Demografia
Segundo o censo norte-americano de 2000, a sua população era de 34.748 habitantes. 
Em 2006, foi estimada uma população de 34.885, um aumento de 137 (0.4%).

## Geografia
De acordo com o United States Census Bureau tem uma área de 
54,8 km², dos quais 54,7 km² cobertos por terra e 0,1 km² cobertos por água.

## Localidades na vizinhança
O diagrama seguinte representa as localidades num raio de 28 km ao redor de Bartlesville. 